# 韦纯葆
韦纯葆（1927年3月—），男，江苏镇江人，中国电影剪辑师，上海电影制片厂剪辑师，曾任中国电影剪辑学会副会长。